# Calypso Blues
Calypso Blues ist ein Song von Nat King Cole aus dem Jahr 1950. Sein Gesang wird nur von einer Conga begleitet. Das Lied handelt von Einsamkeit, Heimweh und Sehnsucht nach dem ursprünglichen Leben.

## Musikstil
Der Calypso, ein Musikstil, der aus Trinidad stammt, war zu jener Zeit in den USA sehr populär. Nat King Cole, der gegenüber neuen musikalischen Einflüssen offen war, nahm den Trend auf und integrierte Elemente des Calypso in seinen Blues, der die musikalische Grundlage des Songs bildet. Auch imitiert Cole in seinem Liedtext Formulierungen aus dem Antillen-Kreolisch, um authentisch zu klingen („sittin’ by de ocean, me heart, she feel so sad“).
Die Originalversion entstand am 9. September 1949 mit Jack Costanzo an der Conga. Am 19. Juli 1961 spielte Cole mit Mike Pacheco an der Conga für das Boxset The Nat King Cole Story eine neue und qualitativ bessere Version ein (Session #10199).

## Inhalt
Der Liedtext handelt von einem einsamen Mann aus Trinidad, der in den Vereinigten Staaten lebt und sich nach seiner Heimat sehnt. Der Trinidadier sitzt am Strand und schaut aufs Meer, hat aber kein Geld für die Rückreise. In seinem Klagelied zählt er auf, was er an seiner Heimat vermisst und was ihn an der Fremde stört. Er vermisst das karibische Essen (Schrimps mit Reis) und kritisiert „dese Yankee hot dogs“, die ihm nicht bekommen. Danach listet er auf, was man sich auf Trinidad für einen Dollar kaufen kann: Papayasaft, ein Bananenbrot, sechs Kokosnüsse, eine Ziege, ein Boot voller Fisch, einen Scheffel Weizen und ein Fass Wein; in den USA gibt es dafür gerade mal eine Tasse Kaffee und ein Schinkenbrot („ham on rye“). Der Schlips schnürt ihm die Kehle zu und die Füße schmerzen der Schuhe wegen. Und auch die Yankee-Frauen sind problematisch: ihre Haare sind gefärbt, die Wimpern nicht echt, das Gesicht geschminkt, die Kleidung ausgepolstert, und vermutlich ist sogar der Name falsch. Das Calypso-Mädchen hingegen ist echt, man bekommt, was man sieht.

## Besetzung
- Gesang: Nat King Cole
- Percussion: Jack Costanzo (1949)
- Percussion: Mike Pacheco (1961)

## Rezeption

### Adaption
Chuck Berry holte sich vom Calypso Blues die Inspiration für seinen Song Havana Moon, erschienen auf seinem Debütalbum After School Session (1957). Auch hier ist das Thema die Einsamkeit: Das lyrische Ich wartet seit Mitternacht vergeblich am Strand auf das „amerikanische Mädchen“, betrinkt sich in seiner Langeweile mit kubanischem Rum und schläft wütend ein. Am nächsten Morgen wacht der Liebhaber verkatert auf, er hat die verspätete Ankunft des Mädchens durch seinen Alkoholrausch verschlafen. Abgesehen davon, dass auf Kuba und in Havanna Spanisch gesprochen wird, benutzt Chuck Berry in seinem Liedtext ebenso wie Nat King Cole Formulierungen aus dem Antillen-Kreolisch („Me all alone, me open the rum“).

### Coverversionen
Marvin Gaye interpretierte den Song für sein Tamla-Motown-Album A Tribute to the Great Nat King Cole von 1965. In seiner Aufnahme behielt er die sparsame Instrumentierung des Originals bei.
Im Jahr 1968 spielte der Puerto Ricaner Willie Rosario mit seinem Orchester eine Version im gerade angesagten Boogaloo-Stil ein.
Eine Version im Latin Jazz erschien 1971 auf dem Album Companionship: Jazz Joint 2 von Sahib Shihab feat. Kenny Clarke, Francy Boland, Jimmy Woode, Fats Sadi und Joe Torres. Diese in Köln aufgenommene Version wurde 1998 auf dem Kompilationsalbum Calypso Blues des Kenny Clarke–Francy Boland Sextets wiederveröffentlicht.
Die Sängerin Calypso Rose aus Trinidad und Tobago interpretierte den Calypso Blues auf ihrem selbst betitelten Album von 2008. Sie holte den Song damit in die ursprüngliche Heimat des Calypso, nach Trinidad. Ihre moderne, mit Halleffekten versehene Version erhielt internationale Aufmerksamkeit und wurde auch im deutschen Radio gespielt. Das offizielle Musikvideo auf ihrem YouTube-Kanal erzielte in sechs Jahren über 23 Millionen Aufrufe (Stand: Dezember 2024).